# Pierre Papinaud
Pierre Louis Clovis Papinaud, né le 10 mars 1844 à Cuxac-d'Aude (France) et mort le 8 juillet 1900 à Suez (Égypte), est un homme politique français. Il use du prénom de Clovis.

## Biographie
Ouvrier tonnelier, il est conseiller municipal de Cuxac-d'Aude de 1870 à 1878 et de 1884 à 1888, étant maire de la commune de 1870 à 1874 et de 1876 à 1877. Son épouse Thérèse née SENTY décède le 9 juillet 1877 à l'âge de 27 ans. Il est conseiller général du canton de Coursan de 1871 à 1883, sous-préfet de Narbonne en novembre-décembre 1876, puis sous-préfet de Prades en 1877. Il y rencontre et y épouse Joséphine Pujol.
Représentant permanent de la France en Andorre de 1882 à 1883, il est député de l'Aude de 1883 à 1888, inscrit au groupe de la Gauche radicale. Il démissionne de son mandat de député en 1888 et entre dans l'administration coloniale.
Gouverneur de Mayotte de 1888 à 1893, il est nommé en 1893 gouverneur des Établissements français d'Océanie, à Tahiti (1893-1896). Sa femme laisse une correspondance qui permet de retracer leur périple. Le couple traverse ainsi l'océan Atlantique, passe à New York et, par le Pacific Railway, traverse le continent en sept jours pour atteindre San Francisco. Joséphine et son mari embarquent ensuite sur un clipper, le Tropic Bird et arrivent à Papeete le 29 avril 1894.
Toujours accompagné de son épouse, Pierre Papinaud commence un tour de l'île le 13 septembre 1894, ponctué de repas fructueux et de diverses festivités, qui durera dix jours.
En septembre 1895, il effectue une tournée dans les îles Sous-le-Vent à bord de l'aviso Aube, avec à son bord Paul Gauguin. Les deux hommes, que des liens avec la famille Monfreid, lient, sympathisent. Parti de Papeete le 26 septembre, Papinaud passe en premier à Huahine puis à Bora-Bora où de grandes festivités l’accueillent mais Raiatea refuse de faire allégeance au gouverneur. Il est de retour à Papeete le 6 octobre.
Peu après son retour, Papinaud, pourtant radical, prend position pour l'évêché dans un conflit entre catholiques et protestants et est désavoué par le gouvernement français. Après le passage d'un envoyé extraordinaire de la République, il est sèchement rappelé à Paris, à la consternation de ses proches.
Malade, miné par le chagrin, il quitte ainsi Tahiti le 11 avril 1896 et se fait débarquer aux Comores, sa femme continuant seule le voyage.
En 1899, on lui confie malgré tout l'administration de Mayotte, poste qu'il conserve quelques mois mais il meurt lors d'un voyage de retour vers la métropole.

## Source
- « Pierre Papinaud », dans Adolphe Robert et Gaston Cougny, Dictionnaire des parlementaires français, Edgar Bourloton, 1889-1891 [détail de l’édition]
- « Pierre Papinaud », dans le Dictionnaire des parlementaires français (1889-1940), sous la direction de Jean Jolly, PUF, 1960 [détail de l’édition]
- Jean Fourié, Essai de nomenclature des Audois célèbres, Espéraza, 1975.
- Rémy Cazals et Daniel Fabre, Les Audois Dictionnaire biographique, Association des Amis des Archives de l'Aude, Fédération Audoise des Œuvres Laïques, Société d'Etudes Scientifiques de l'Aude, Carcassonne 1990. (ISBN 2-906442-07-0).
- Jean-Louis Escudier, Viticulture et politique en Languedoc, l'action d'Adolphe Turrel, ministre de la IIe République, Les Presses du Languedoc, 1995.
- Numa Broc, Dictionnaire des Explorateurs français du XIXe siècle, T.4, Océanie, CTHS, 2003, p. 303-304